# Jugosfera

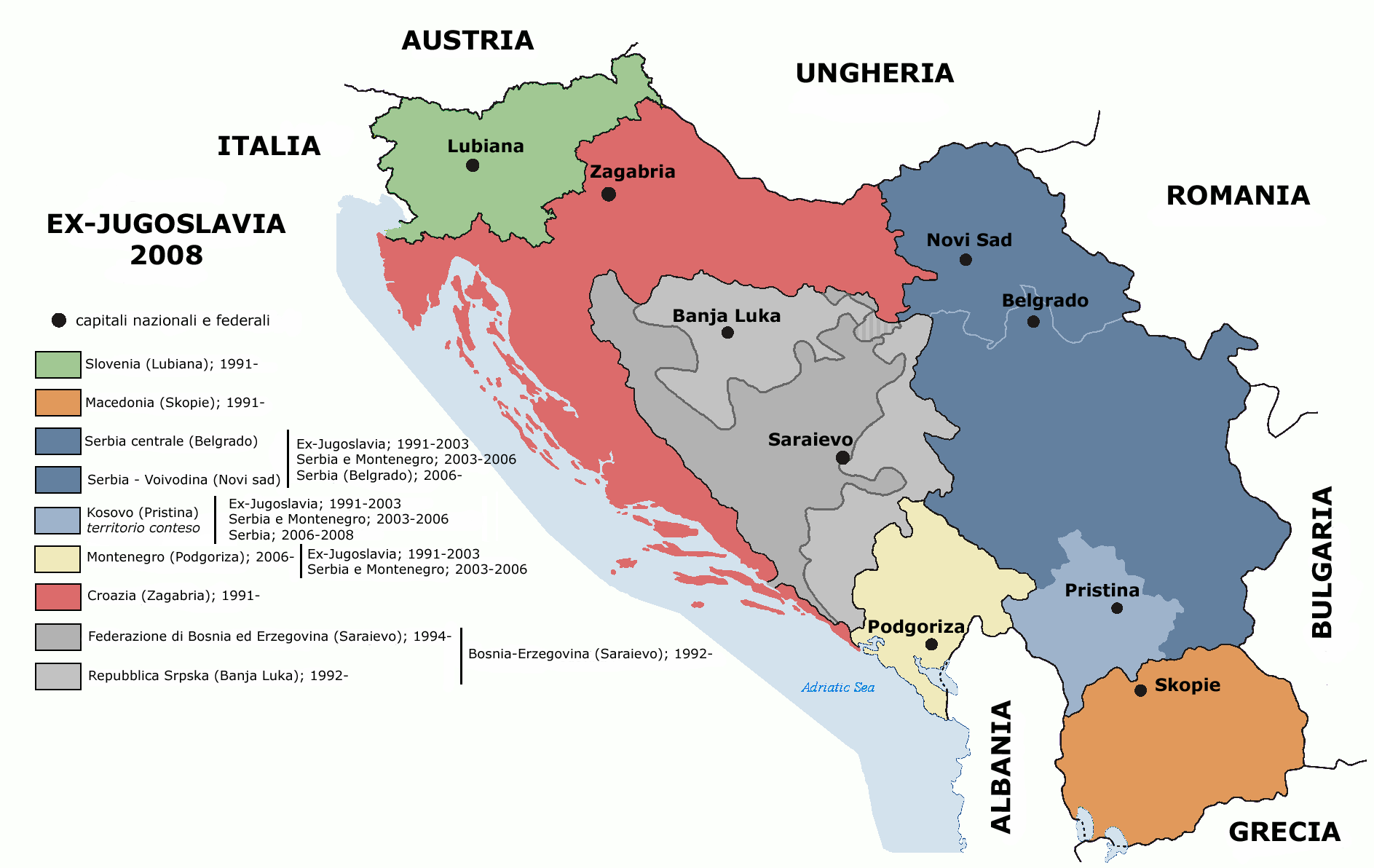
Mappa politica degli stati della Ex-Jugoslavia.

'Jugosfera (o Iugosfera) è un neologismo coniato nel 2009 da Tim Judah, esperto dellEconomist sui Balcani, che indica il crescente riavvicinamento tra i paesi della ex-Jugoslavia. È stata poi oggetto di studi approfonditi del Centro Ricerche sul Sud Est Europa della London School of Economics, sempre ad opera di Tim Judah. Il fenomeno interessa molteplici aspetti: economico, sociopolitico, culturale, militare, sportivo. Il rafforzamento della Jugosfera è tanto più rilevante quanto più si considera il difficile contesto etnico in cui si trovavano i Balcani occidentali fino a pochi anni fa.

## Economia
Dal punto di vista economico sono numerosi gli esempi di Jugosfera, determinati in parte dalla necessità di raggiungere la massa critica 
nelle infrastrutture e nella competizione globale. Spesso infatti, le limitate dimensioni dei paesi balcanici rendono complesso acquisire dimensioni rilevanti che consentano economie di scala o una dimensione significativa sul palcoscenico europeo e mondiale.
Considerando tutti i cittadini ex-Jugoslavi assieme, si arriva infatti a ventidue milioni di persone, cifra paragonabile alla sola popolazione di Pechino o a quella di Shanghai e dintorni. Secondo questi calcoli, la Croazia ha la stessa popolazione di alcuni comuni della Cina.
In quest'ottica sono quindi state avviate molte azioni, tra cui:
- l'annuncio della costruzione di una compagnia ferroviaria comune tra serbi, croati e sloveni;
- i numerosi incontri a Sarajevo tra i gestori delle lotterie nazionali di Montenegro, Slovenia, Croazia, Serbia, Bosnia, Kosovo e Macedonia, per studiare il lancio di una lotteria unica. Il montepremi ammonterebbe a 20 milioni di euro;
- le politiche commerciali di importanti catene di supermercati regionali - Konzum, Mercator e Delta - che gestiscono la distribuzione non su base territoriale nazionale, ma ex Jugoslava, come un unico territorio.
- la creazione di molte società a capitale misto, e le reciproche acquisizioni di società di un paese da parte di proprietari di un altro.
- la distribuzione delle stesse edizioni di diverse riviste su base ex-Jugoslava, grazie alla conoscenza comune della lingua serbo-croata e alla sua mutua intelligibilità con tutte le lingue della ex federazione.

## Politica e società
stati appartenenti al CCR e alla Jugosfera
     stati appartenenti al CCR ma non alla Jugosfera
     confini dell'Unione Europea

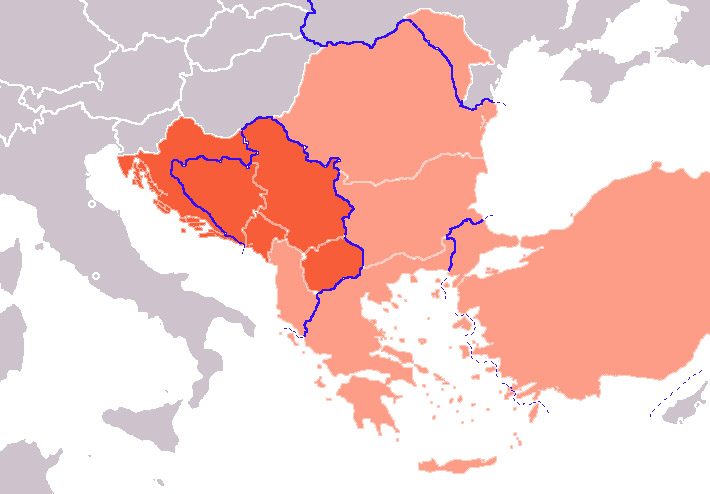
Consiglio di Cooperazione Regionale (CCR) del Sud Est Europa e Turchia:
stati appartenenti al CCR e alla Jugosfera
stati appartenenti al CCR ma non alla Jugosfera
confini dell'Unione Europea

Il Consiglio di cooperazione regionale (CCR) è stato istituito nel 2008, succedendo al Patto di Stabilità per il Sud Est Europa. Esso ha sede a Sarajevo ed è composto da Albania, Bosnia Erzegovina, Bulgaria, Croazia, Grecia, Macedonia, Moldavia, Montenegro, Romania, Serbia e Turchia. Pur all'interno di un quadro di cooperazione più ampio, quindi, i paesi della ex-Jugoslavia si ritrovano uniti in una serie di decisioni politiche di respiro regionale.
Il CCR opera nei seguenti campi:
- Sviluppo economico e sociale: commercio regionale e investimenti, specie l'attuazione dell'accordo di libero scambio CEFTA del 2006 e del quadro regionale per gli investimenti, in coordinamento anche con il settore privato e accompagnata da politiche sociali adeguate;
- Infrastrutture:' trasporti (specie i corridoi regionali), energia, ambiente, spazio aereo, TIC;
- Giustizia e affari interni: specie lotta al crimine organizzato e alla corruzione, compreso il sostegno ad una cooperazione rafforzata attraverso il SECI (Centro Regionale per la lotta al Crimine Transfrontaliero) e tra questo e Europol;
- Cooperazione in ambito di sicurezza: riforma del settore di sicurezza, conversione militare, controllo della diffusione illecita di armi leggere e rafforzamento del controllo civile sulle forze armate;
- Rafforzamento del capitale umano: educazione, ricerca e scienza, rafforzamento della capacità amministrativa in questi settori;
- Cooperazione parlamentare: come tema trasversale per sostenere la cooperazione in tutte le altre aree.

Attualmente il CCR è guidato dal Segretario Generale Hido Bišcevic, ex Segretario di stato del Ministero degli Esteri croato, ed è assistito da un Segretariato con sede a Sarajevo.
Si noti l'assenza della Slovenia, che non partecipa al CCR.

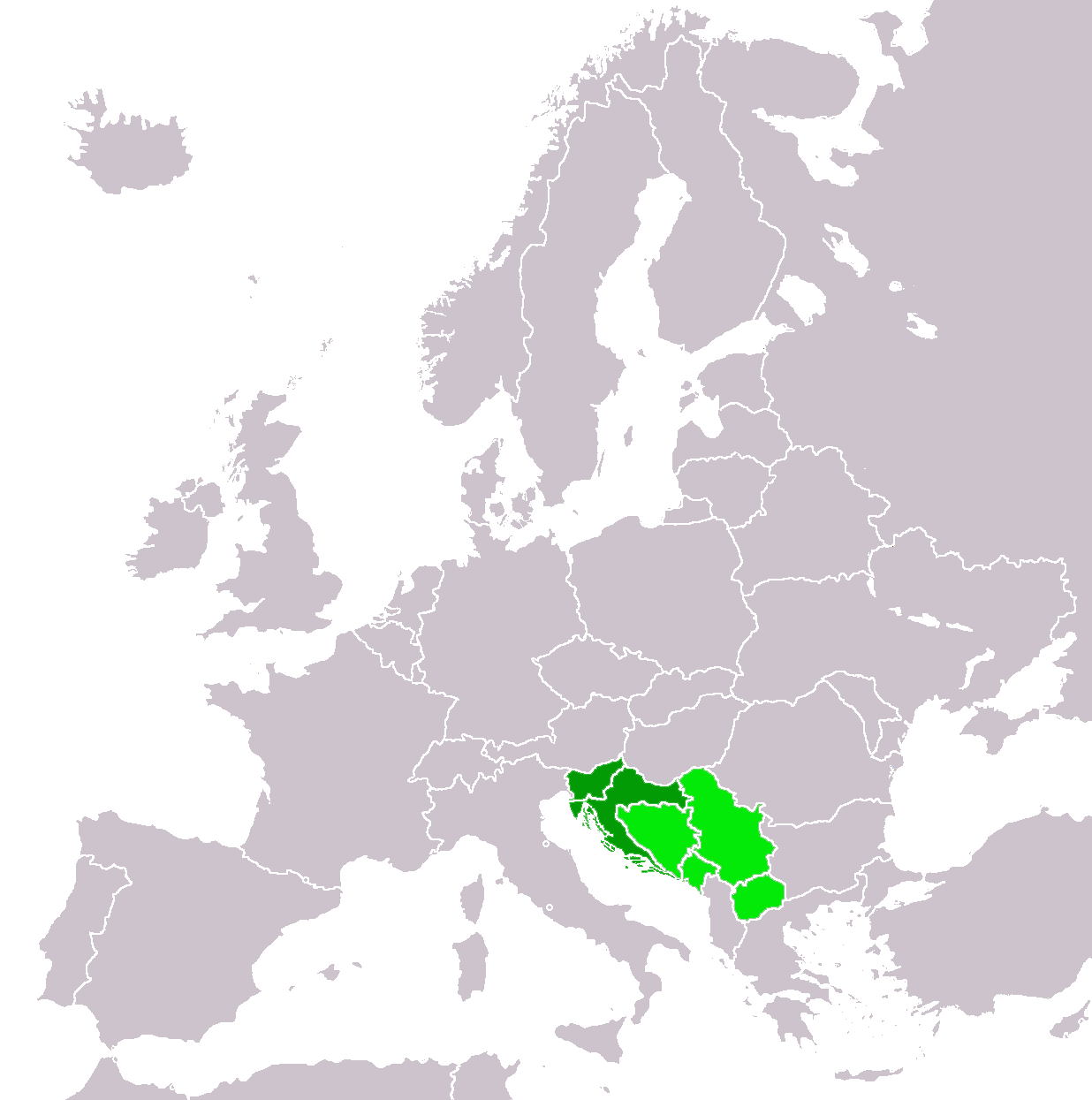
Mappa della Jugosfera:
stati della Jugosfera membri UE
stati attualmente non membri UE

     stati della Jugosfera membri UE
     stati attualmente non membri UE

## Industria militare
- la firma dell'accordo di estradizione tra Serbia a Croazia, e a seguire gli accordi con la Bosnia e Montenegro
- l'annuncio della creazione di un centro regionale per la lotta al crimine organizzato,
- l'accordo di cooperazione tra Serbia e Croazia per la produzione comune di armamenti militari;

## Sport
- la creazione di una lega unica di pallacanestro, la Lega Adriatica, già operante;
- l'idea di una candidatura collettiva di Serbia, Croazia e Bosnia per ospitare gli europei di calcio nel 2020;
- la proposta di ricostituire una squadra di calcio jugoslava, anche se sotto un altro nome.